# Maid of Sker
Maid of Sker é um jogo de terror de sobrevivência e furtividade em primeira pessoa desenvolvido pela Wales Interactive para Microsoft Windows, Nintendo Switch, PlayStation 4 e Xbox One. Foi planejado para ser lançado em 2019, mas foi adiado e lançado em 28 de julho de 2020. O jogo se passa em 1898 no Hotel Sker, em uma ilha imaginária chamada Ilha Sker. O protagonista, Thomas Evans, é convidado por sua amada, Elisabeth Williams, a desvendar os mistérios do hotel depois que ela percebe o comportamento estranho de sua família. Enquanto explora o hotel, Thomas descobre que os seguidores de um antigo culto controlam o local. Ele encontra notas e gravações de gramofone espalhados pelo hotel que revelam a história da família Williams.
Vários contos folclóricos galeses e britânicos fornecem inspiração para a história, especificamente a Casa Sker, um lugar histórico situado nos arredores da cidade de Porthcawl, País de Gales. Ficou famosa pelo romance de três volumes, The Maid of Sker (1872), escrito por R. D. Blackmore. A história folclórica de mesmo nome intitulada em galês, Y Ferch o'r Sger, também influenciou o jogo. O jogo foi comparado a Outlast (2013), The Evil Within 2 (2017) e a franquia Silent Hill. Seu sistema de dados foi comparado ao da franquia de Resident Evil, com a máquina de escrever ligada a um gramofone nas salas de salvamento. Recebeu críticas "mistas ou médias" dos avaliadores, sendo geralmente criticado por ter uma mecânica de jogo ruim, porém elogiado pelos visuais e pela trama.

## Jogabilidade

Carregando o modulador fônico, o dispositivo envia ondas de choque pela sala que atordoam os inimigos por um breve período, permitindo que Thomas fuja.

Maid of Sker usa uma perspectiva em primeira pessoa e apresenta inimigos cegos que podem encontrar o jogador pelo barulho que fazem. Os inimigos são apresentados como "Silenciosos". Como Thomas não pode revidar o ataque, exceto quando uma arma temporária é introduzida durante o jogo, o jogador deve utilizar a furtividade enquanto explora os jardins do hotel ou fazer sons para distrair os Silenciosos para que o protagonista passe sem ser notado. A única maneira de fazer uma busca bem-sucedida pelos jardins do hotel é evitar os Silenciosos, não fazendo barulho e prendendo a respiração quando um antagonista está próximo, ou não esbarrando em objetos. Se o jogador prender a respiração por muito tempo, Thomas fica sem ar, o que alerta os inimigos. Em certos ambientes — como quando o protagonista está em um local empoeirado ou próximo a uma lareira — ele tosse; o jogador tem de prender a respiração, já que a tosse pode fazer barulho. No decorrer do jogo, o jogador recebe uma arma temporária chamada Modulador Fônico; consiste em um dispositivo que envia ondas de choque e danifica temporariamente a audição dos Silenciosos, atordoando-os por um curto período; isso permite que o jogador fuja. [carece de fontes?]
O jogo apresenta um estilo de salvamento manual; não há salvamento automático. Para salvar o jogo, o jogador precisa encontrar "quartos seguros". Estas salas têm portas estampadas em verde e dentro delas há gramofones que o jogador tem que tocar para salvar o jogo. Antes de salvar, os gramofones rodam gravações de Elisabeth e suas experiências com a família, descobrindo o decorrer dos acontecimentos. Depois que os registros terminam, ou quando o jogador os interrompe manualmente, o jogo começa a ser salvo. Se o jogador morrer ou restaurar um salvamento, ele perderá todo o progresso feito após o último salvamento. Além disso, os inimigos sempre mudam de rota e não necessariamente podem ser encontrados à espreita nos mesmos lugares. Este sistema de é comparado com os jogos da franquia Resident Evil. Thomas pode levar até três golpes seguidos; levar dano torna-o mais propenso à detecção. Para curar, o jogador precisa encontrar tônicos; apenas um número limitado está disponível. À medida que a dificuldade do jogo aumenta, só é permitido que o jogador salve o jogo por um período limitado de tempo, dificultando a obtenção de munição e tônicos e os inimigos se tornam mais agressivos.
Portas especiais geralmente bloqueiam os locais que hospedam os itens necessários para progredir no jogo. Eles podem ser encontrados e obtidos depois de resolver puzzles ou derrotar os chefões. Existem quatro conjuntos de chaves que o jogador pode obter — a chave Kraken, Musical, Pássaro e Coroada. Cada tecla permite o acesso a uma área diferente ao redor do mapa. O jogo também apresenta quatro conjuntos de cilindros em forma de latão que Elisabeth se encarrega Thomas encontrar — os cilindros Cerberus, Herói, Sereia e Medusa.
Enquanto o jogo foi elogiado pelo áudio, o protagonista nunca fala. Além de grunhidos, ele fica completamente mudo durante todo o jogo e suas linhas são exibidas como texto; no entanto, este não é o caso de Elisabeth — sendo dublada. Isso recebeu alguns comentários negativos juntamente com a sensibilidade do movimento nos consoles. O jogo foi comparado a Outlast (2013) no que diz respeito ao estilo de jogo, e atmosfera de The Evil Within 2 (2017) e franquia Silent Hill.

## Enredo

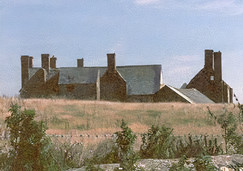
Fotografia da casa Sker em 1996.

Situado em 1898, o jogo se passa no remoto Hotel Sker, localizado na Ilha Sker. Elisabeth, filha do dono do hotel, envia uma carta a seu pretendente Thomas Evans — o protagonista que o jogador controla — escrevendo que está presa no hotel. Junto a epístola, ela envia para Thomas um medalhão musical que pertencia a sua mãe. Elisabeth pede a ele para compor uma nova canção — denominada de "contra-música" àquela tocada pelo medalhão — e trazê-la com ele, dizendo que isso fará sentido mais tarde. Depois de ler a carta, Thomas escreve que desconhecia as dificuldades pelas quais ela estaria passando e que embarcaria no trem direto para o hotel imediatamente após terminar de compor a música. Chegando ao seu destino, o protagonista é recebido por uma atmosfera sombria. Ele faz o seu caminho para o portão da frente apenas para encontrá-lo trancado e é forçado a tomar um caminho diferente para entrar.
Chegando ao terreno na residência, um cachorro guia-o até o jardim, onde ele encontra uma porta e entra no hotel. Depois que o jogador entra, o telefone da sala de recepção toca. Quando Thomas atende, é Elisabeth avisando sobre o comportamento estranho de sua família. Ela diz a ele que se trancou no sótão do hotel e que seu pai e seu tio estão procurando por ela. Ela avisa Thomas para ter cuidado, pois o lugar não é mais seguro e informa que está segura, escondendo-se dos outros. Elisabeth encarrega Thomas de encontrar quatro cilindros de latão que seu pai escondeu no terreno do hotel. Ela diz a Thomas que se eles forem tocados em um harmônio as coisas voltarão ao normal. Depois de explorar o terreno, Thomas logo descobre que as pessoas dentro do hotel são anormais e não podem enxergar. Depois de transmitir essa informação a Elisabeth, ela informa que eles parecem encontrar e atacar as pessoas no local pelo som e o aconselha a ficar quieto.